# Souvo Grlo
Souvo Grlo (en macédonien Суво Грло) est un village de l'est de la Macédoine du Nord, situé dans la municipalité de Chtip. Le village comptait 13 habitants en 2002.

## Démographie
Lors du recensement de 2002, le village comptait :
- Macédoniens : 10
- Valaques : 3